# Sebaste (Antique)
Sebaste (Bayan ng Sebaste) är en kommun i Filippinerna. Kommunen ligger på ön Panay, och tillhör provinsen Antique. Folkmängden uppgår till 17 907 invånare år 2015.
Sebaste är indelat i 10 barangayer.